# Fiktives Markenprodukt
Fiktive Markenprodukte (auch Schein- oder Phantasieprodukte) sind Requisiten, die für Fernseh- und Kinoproduktionen gängige Markenprodukte imitieren, in der Realität jedoch nicht existieren. Der gestalterische Anteil der fiktiven Produkte ist dem Arbeitsbereich Filmgrafik unterzuordnen.

## Einsatz
Fiktive Markenprodukte finden international in vielen Kinofilmen sowie in Deutschland und Österreich in vielen Serien und Fernsehfilmen Einsatz, wenn es ein vergleichbares Produkt in der Wirklichkeit nicht gibt oder es aus verschiedenen Gründen nicht gezeigt werden darf oder soll.
In deutschen Fernsehserien kommen fiktive Markenprodukte nicht erst seit dem Schleichwerbungs-Skandal um „Tatort“ und „Marienhof“ vor. Nach § 7 Abs. 6 Satz 1 Rundfunkstaatsvertrag (RStV) ist Schleichwerbung verboten. Produktplatzierung ist in bestimmten Fällen jedoch ausdrücklich erlaubt.
Dennoch setzt z. B. die RTL-Seifenoper  „Gute Zeiten, schlechte Zeiten“ seit vielen Jahren ausschließlich fiktive Produkte ein.
Dies hat nicht nur den Grund, einem möglichen Verstoß gegen den Rundfunkstaatsvertrag vorzubeugen, sondern sich auch neutral gegenüber den Werbekunden zu verhalten. Beispielsweise wird sich kein Bierhersteller die teure Werbezeit zwischen den Programmblöcken kaufen, wenn für die Produkte eines Konkurrenzanbieters innerhalb der Serie indirekt durch Produktplatzierung geworben wird.
Außer fiktiven Markenprodukten werden häufig auch in der Realität nicht existierende Medien wie Tageszeitungen oder Magazine; aber auch Internetseiten (z. B. Suchmaschinen oder soziale Netzwerke) für Film- und Serienproduktionen entwickelt. Für sie gelten ähnliche Anforderungen hinsichtlich Aufmachung und Design wie für fiktive Produkte.

## Herstellung
Bei Serien wie GZSZ oder Soko Kitzbühel müssen oft zehn oder mehr solcher Requisiten an einem Tag hergestellt werden, wobei die knappe zeitliche Vorgabe den Designern ein hohes Maß an Kreativität und graphischem Umsetzungsvermögen abverlangt. Die Grafiker orientieren sich an einem Durchschnitt von existierenden Produkten. Sie kopieren keine kompletten Designs, sondern filtern die typischen Eigenschaften der bestimmten Produktpalette heraus, um ein eigenes Produkt grafisch zu gestalten.
Die Designer wissen vorher oft nicht, in welcher Größe und in welchem zeitlichen Umfang ihr „Produkt“ im Fernsehen zu sehen ist. Aus diesem Grund werden die Produkte auch mit typischen Elementen wie Strichcode, Zutatenliste, Grüner Punkt, Mengenangaben usw. versehen.
Des Weiteren ist Augenmerk darauf zu legen, dass die fiktiven Markenprodukte in der fertigen Serie bzw. im fertigen Film nicht als solche wahrzunehmen sind. Sie sollten sich bestenfalls auch in Geschäften nahtlos neben die Produkte ähnlicher Art einreihen.
Ist die Gestaltung am Computer abgeschlossen, wird je nach Art des Requisits unterschiedlich verfahren. Flaschen werden beispielsweise mit bedruckten Aufklebern versehen. Teilweise werden auch ganze Verpackungen (z. B. für Müsli) komplett neu entworfen, ausgedruckt und zusammengebaut. Beliebt ist auch die Neugestaltung von Zeitschriften und Büchern, bei denen lediglich die Umschlagsseiten ausgetauscht werden.

## Bekannte fiktive Markenprodukte
Einige fiktive Markenprodukten, die in Serien oder Filmen eine Rolle spielen, sind:
- ACME (Typischer Unternehmensname im englischen Sprachraum)
- Ajax (Firma in zahlreichen Disney-Filmen und -Serien)
- Bibo (Fruchtgummis in: Verliebt in Berlin)
- Big Kahuna (Fastfoodkette in diversen Quentin-Tarantino-Produktionen)
- Binford Tools (Werkzeughersteller in: Hör mal, wer da hämmert und Toy Story)
- Caf-Pow (Getränk aus Navy CIS)
- Duff-Bier und Buzz-Cola (aus der Zeichentrick-Serie Die Simpsons)
- Eifel Pils (Bier, wird als Requisite an verschiedene Produktionen in Köln ausgeliefert)
- England-Today und Britain-Digital (Zeitungen in: V wie Vendetta)
- Finder-Spyder (Suchmaschine in Akte X, Bones, Criminal Minds, CSI, Homeland, Without a Trace, …)
- Findhund (Suchmaschine in Lindenstraße)
- Explorefriends (Soziales Netzwerk in Unter uns, Alles was zählt und Gute Zeiten, schlechte Zeiten)
- Oceanic Airlines (Fiktive Fluggesellschaft, die in mehreren Filmen vorkommt)
- Reichskonserve (Konservendosen in: Der Untergang)
- Edel Auslese (Sekt in: Der Rote Kakadu)
- Playdude (Erotikmagazin in vielen US-Produktionen)
- Goliath National Bank (Arbeitgeber mehrerer Figuren in: How I Met Your Mother)
- Fizzy Bubblech (Getränk aus Zohan)
- Los Pollos Hermanos (Schnellrestaurantkette) in den Fernsehserien Breaking Bad und Better Call Saul
- Morgenecho (Zeitung in: Gute Zeiten, schlechte Zeiten)
- Morley Cigarettes (Zigarettenmarke aus Akte X und vielen anderen Serien und Filmen)
- Red Apple (Zigarettenmarke in: Pulp Fiction, Tabakmarke in: The Hateful Eight)
- Stabilelite (Konzern mit großer Produktpalette in: Das Millionenspiel)
- Südbadische Zeitung (Zeitung in Die Fallers)
- Yamikutsu (Hersteller verschiedener Dinge in: Mein Leben und Ich)
- Wonka (Schokoladenfabrik in: Charlie und die Schokoladenfabrik)

In der ZDF-Fernsehserie Das Erbe der Guldenburgs konkurrierten zwei fiktive Brauereien mit erfundenen Biermarken. Beide wurden aufgrund des Erfolges der Fernsehserie eine Zeit lang von zwei verschiedenen Brauereien hergestellt. Auch das Duff-Bier aus Die Simpsons erreichte Bekanntheit über die Serie hinaus und wurde und wird real hergestellt.